# Departament de Santa Rosa
El departament de Santa Rosa es troba a la regió sud-est de Guatemala, la seva capçalera departamental és Cuilapa (conegut com el melic d'Amèrica per trobar-se en el centre del continent). Limita al Nord amb els departaments de Guatemala i Jalapa; al Sud amb l'oceà Pacífic; a l'Est amb el departament de Jutiapa; i a l'Oest amb el departament d'Escuintla.
La seva configuració geogràfica és bastant variada, amb altures que oscil·len entre els 214 i 1.330 msnm, amb un clima que varia des del temperat a les muntanyes fins al càlid en la costa del Pacífic.

## Idioma
L'idioma pipil ha desaparegut per complet i el xinca encara és recordat per pocs ancians entre la població dels municipis de Chiquimulilla, Taxisco, Guazacapán i Santa Maria Ixhuatan. En conseqüència l'idioma que es parla en tot el departament és l'espanyol.

## Història
Els primers habitants de la regió en l'època prehispànica van ser els xinques, els qui van ocupar tot el territori des de la costa de l'actual departament fins a les muntanyes de Jalapa. El senyoriu Xinca de Santa Rosa, va ser un dels més valents durant la conquista espanyola en el segle xvi. El conqueridor Pedro de Alvarado els va prendre com a esclaus per a la reducció militar de Cuzcatlán en l'actual República del Salvador. D'aquest fet es deriva el nom del poble, el riu i el pont Los Esclavos, en el municipi de Cuilapa. Hi ha testimoniatges que aquests indígenes van ser els primers esclaus formalment assignats pels conqueridors en el paratge que actualment porta aquest nom.
Amb l'arribada dels europeus, els indígenes xinques d'altres ètnies originàries van ser extingits, i els habitants espanyols i criolles, es van assentar en aquestes terres fèrtils. Per aquesta raó històrica, en l'actualitat la població del departament és de clara ascendència mestissa i "ladina vella", amb connexions molt directes amb els primers hisendats i ramaders hispans. No obstant això, actualment en alguns municipis com Chiquimulilla i San Juan Tecuaco, existeix una tendència a la immigració d'habitants de la República d'El Salvador.
El 21 d'agost de 1573, a sol·licitud de Baltazar de Orena, síndic procurador, les autoritats del regne van acordar la construcció del pont de los Esclavos, que es va iniciar en 1592.
Durant el període hispànic, la major part del territori que avui integra Santa Rosa, va correspondre a l'alcaldia d'Escuintla i Guazacapán, aquest últim conegut també com a partit.
El comerç i la fertilitat de les seves terres van portar la prosperitat econòmica a la regió que és un important punt de trànsit comercial, per ser pas obligat de les mercaderies que procedien d'Hondures i El Salvador.
Para 1825 l'Assemblea Nacional Constituent va dividir l'estat de Guatemala, en set departaments, sent el tercer el de Guatemala-Escuintla, integrat pels pobles de Guatemala, Escuintla i Guazacapán, subdividint-ho en set districtes, entre els quals figurava Santa Rosa de Lima, que va passar a ser la capçalera departamental.
Per millorar l'administració, en 1848, el govern va dividir al departament de Mita en tres districtes: Jutiapa, Santa Rosa i Jalapa. Més endavant, per Decret del 8 de maig de 1852, es va decidir a crear el departament de Santa Rosa com es troba actualment.

## Divisió administrativa
Té 14 municipis:
1. Cuilapa
2. Barberena
3. Casillas
4. Chiquimulilla
5. Guazacapán
6. Nueva Santa Rosa
7. Oratorio
8. Pueblo Nuevo Viñas
9. San Juan Tecuaco
10. San Rafael Las Flores
11. Santa Cruz Naranjo
12. Santa María Ixhuatán
13. Santa Rosa de Lima
14. Taxisco

## Àrees protegides
El departament de Santa Rosa compta amb les següents àrees protegides:
1. Reserva Biològica Volcà Cerro Gordo, amb superfície no definida, administrada per CONAP, a Barberena.
2. Reserva Biològica Volcà Tecuamburro, superfície no determinada, administrada per CONAP, a Chiquimulilla, Guazacapán i Pueblo Nuevo Viñas.
3. Biotopo Monterrico, 2.800 ha, administrada per CECON-USAC, en Taxisco.
4. Reserva Biològica Volcà Cruz Quemada, superfície no definida, administrada per CONAP, a Santa María Ixhuatán.
5. Reserva Biològica Volcà Cerro Redondo, superfície no definida, administrada per CONAP, a Santa Cruz Naranjo.
6. Reserva Biològica Volcà Jumaytepeque, superfície no definida, administrada per CONAP, a Nueva Santa Rosa.
7. Parc Nacional Laguna El Pino, 73 ha, administrat per INAB, en Barberena
8. el volcà Tecuamburro